# Zeszyty Literackie
Zeszyty Literackie – kwartalnik literacki, wydawany w latach 1982–2018 przez Barbarę Toruńczyk, początkowo w Paryżu, Mediolanie i od 1992 w Warszawie.
Zeszyty Literackie zaczęto wydawać w 1982 r. w Paryżu z inicjatywy Barbary Toruńczyk, która była także redaktor naczelną czasopisma. Po przemianach w Polsce redakcję przeniesiono do Warszawy. Wydawcą pisma była Agora, a od 2005 r. należąca do niej Fundacja Zeszytów Literackich, jednak w 2017 r. Agora wycofała się z finansowania przedsięwzięcia. Dzięki apelowi twórców i dziennikarzy Ministerstwo Kultury i Dziedzictwa Narodowego przyznało pismu dotację, jednak była ona zbyt mała w stosunku do potrzeb, w związku z czym postanowiono zakończyć wydawanie „Zeszytów Literackich” w formie drukowanej w grudniu 2018 r., numerem 144. Pismo jest kontynuowane w formie witryny internetowej, na której oprócz nowości znajdują się archiwalne wydania kwartalnika.
Zespół redakcyjny tworzyli: Stanisław Barańczak (zm. 2014), Ewa Bieńkowska, Iosif Brodski (zm. 1996), Tomasz Cyz, Wojciech Karpiński (zm. 2020), Petr Král, Ewa Kuryluk, Mikołaj Nowak-Rogoziński (sekretarz redakcji w latach 2010–2018), Tomasz Różycki, Roberto Salvadori, Adam Szczuciński, Tomas Venclova, Adam Zagajewski (zm. 2021), Marek Zagańczyk (1991–2008 sekretarz redakcji, a od września 2008 do grudnia 2018 zastępca redaktora naczelnego).
Redaktorem naczelnym w latach 1982–2018 (od pierwszego numeru do ostatniego) była Barbara Toruńczyk.
Wśród stałych współpracowników byli: Marian Bizan, Józef Czapski, Czesław Miłosz, Timothy Garton Ash, Joanna Guze, Zbigniew Herbert, Krzysztof Jung, Leszek Kołakowski, Jan Kott, Paweł Hertz, Jacek Woźniakowski, Anna Arno, Tomasz Różycki, Leszek Szaruga.
Autorem znaku graficznego pisma był Jan Lebenstein.

## Charakter pisma
Kwartalnik stawia sobie za cel przyswojenie polskiemu czytelnikowi literatury powstałej na emigracji, scalenie literatury emigracyjnej i krajowej. „Zeszyty Literackie” przybliżają również najwybitniejszych pisarzy światowych. Zamieszczają zarówno autorów już uznanych, laureatów nagrody Nobla (m.in. Czesław Miłosz, Seamus Heaney, Derek Walcott, V.S. Naipaul), jak i twórców młodych, prezentują debiutantów. Zbigniew Herbert pisał o „Zeszytach Literackich”: „najlepsze polskie pismo literackie – tak twierdzę z ręką na sercu, i powtórzę to, jeśli zajdzie potrzeba, przed Sądem Wojewódzkim w Warszawie”. Ponadto o kwartalniku wypowiadali się m.in.: Tony Judt („Zeszyty Literackie” to najbardziej imponujące pismo literackie w Europie Wschodniej), Jan Kott („Zeszyty Literackie” stały się najbardziej pożywnym i najbardziej uniwersalnym polskim czasopismem literackim), Timothy Garton Ash („Zeszyty Literackie” to jeden z najlepszych kwartalników literackich we współczesnej Europie), Leszek Kołakowski („Zeszyty Literackie” trzeba chwalić jako jedno z najbardziej udanych osiągnięć polskiej kultury. „Zeszyty Literackie” stworzyły, wolno powiedzieć, nowe środowisko kulturalne w Europie, które przyciąga autorów wszystkich pokoleń pióro w ręku trzymających).
Na łamach kwartalnika ukazują się inedita polskich pisarzy, szczególne miejsce zajmują tu pisma Zbigniewa Herberta (listy, wiersze, utwory prozą). Większość pośmiertnych pierwodruków utworów Herberta została ogłoszona właśnie na łamach „Zeszytów Literackich”. Ponadto inedita m.in.: Józefa Czapskiego, Konstantego A. Jeleńskiego, Czesława Miłosza, Jerzego Stempowskiego, Aleksandra Wata. Stałe działy „Zeszytów Literackich” to: Europa Środka, Proza i Poezja, Podróże, Prezentacje, Świadectwa.
W dziale Europa Środka publikowane są teksty dotyczące szeroko rozumianej Europy Środkowej, przede wszystkim literackie, dotyczące tradycji artystycznych tego regionu Europy, a także odnoszące się do polityki i filozofii. Pojawiają się tu szkice takich autorów jak: Isaiah Berlin, Nicola Chiaromonte, Emil Cioran, Mircea Eliade, Václav Havel, Vladimír Holan, Danilo Kiš, Milan Kundera, Leszek Kołakowski, Norman Manea, Adam Michnik, Timothy Snyder, Tomas Venclova. Adam Michnik pisał o tym dziale: „największą zasługę „Zeszytów Literackich” widzę w wymyślonej przez Barbarę Toruńczyk rubryce Europa Środka. To jej autorka decydowała królewskim gestem, kto do tej Europy Środka należy i w jaki sposób można zaliczyć tam Nabokova czy Annę Achmatową, to dzięki „Zeszytom Literackim” poznaliśmy geniusz eseistyczny Josifa Brodskiego, a także współczesną twórczość Tomasa Venclovy, to „Zeszytom Literackim” zawdzięczamy znajomość wspaniałej polemiki między Milanem Kunderą a Josifem Brodskim na temat środkowej Europy porwanej przez totalitarnego byka”.
W dziale Podróże publikowane są szkice pisarzy-podróżników, z różnych tradycji i okresów literackich – zapisy nie tylko podróży w przestrzeni, ale także w czasie i w kulturze. Wśród autorów znajdują się m.in.: Robert Byron, Bruce Chatwin, Kenneth Clark, Zbigniew Herbert, Jarosław Iwaszkiewicz, Patrick Leigh Fermor, Claudio Magris, Sándor Márai, Pawieł Muratow, V.S. Naipaul, Paul Theroux, Mariusz Wilk, Marek Zagańczyk.
Dział Proza i Poezja prezentuje utwory poetyckie i prozatorskie (przede wszystkim nurtu klasycznego) autorów polskich i światowych w przekładach najlepszych polskich tłumaczy: Stanisława Barańczaka, Joanny Guze, Pawła Hertza, Małgorzaty Łukasiewicz, Maryny Ochab, Joanny Ugniewskiej. Wśród publikowanych autorów znajdują się m.in.: Claude Arnaud, Stanisław Barańczak, Iosif Brodski, Roberto Calasso, J.M. Coetzee, Nadine Gordimer, Julia Hartwig, Seamus Heaney, Zbigniew Herbert, Ernst Jünger, Jan Kott, Ewa Kuryluk, Czesław Miłosz, Wiesław Myśliwski, Vladimir Nabokov, Maciej Niemiec, Anna Piwkowska, Joanna Pollakówna, Tomasz Różycki, Salman Rushdie, Roberto Salvadori, Andrzej Szczeklik, Jaroslav Seifert, Julian Stryjkowski, Wisława Szymborska, Magdalena Tulli, Derek Walcott, Aleksander Wat, Jacek Woźniakowski, Adam Zagajewski.

## Nagrody i Dyplomy
Począwszy od 1997 roku przyznawane są nagrody i dyplomy „Zeszytów Literackich”.
Nagrody
- Nagroda im. Josifa Brodskiego w dziedzinie poezji – laureaci: Anna Arno i Monika Ples (2003), Tomasz Różycki (2006), Maciej Niemiec (2012 – pośmiertnie)
- Nagroda im. Konstantego A. Jeleńskiego za debiut – laureaci: Marcin Sabiniewicz (1997), Anna Arno (2002), Adam Szczuciński (2003), Zofia Król (2006), Natalia de Barbaro (2007)
- Nagroda im. Pawła Hertza dla tłumaczy – laureaci: Maryna Ochab i Teresa Worowska (2006), Joanna Guze i Małgorzata Łukasiewicz (2007), Joanna Ugniewska (2012)
- Nagroda im. Józefa Czapskiego za esej – laureaci: Tomasz Cyz (2006), Juliusz Kurkiewicz (2007), Janusz Majcherek i Piotr Mitzner (2012)
- Nagroda Edytorska – laureaci: Jan Zieliński (2007), Paweł Kądziela i Maria Ofierska (2012)
- Nagrody im. Krzysztofa Junga Przyjaciół „Zeszytów Literackich” – laureaci: Wojciech Ornat (2012), Maria i Bohdan Paczowscy (2012)
- Nagroda Specjalna – laureaci: Piotr Kłoczowski (2003), Stanisław Barańczak (2012)

Dyplomy
- Dyplom Mecenasa Literatury i Sztuk Pięknych – laureaci: Helena Łuczywo, Adam Michnik, Wanda Rapaczyńska, Aleksander Smolar (2007)
- Dyplom Ojca Założyciela Pisma Literackiego – laureat: Krzysztof Apt (2007)

## Wybrane numery tematyczne
- Portrety miast – Budapeszt (nr 102), Królewiec (nr 73), Moskwa (nr 117), Petersburg (nr 83), Praga (nr 52), Triest (nr 90), Wenecja (nr 39);

- Sylwetki artystów – m.in.: Jehuda Amichaj (nr 97), Balthus (nr 64), Miron Białoszewski (nr 106), Karen Blixen (nr 53), Bruce Chatwin (nr 114), Fryderyk Chopin (nr 109), Patrick Leigh Fermor (nr 123), Leonor Fini (nr 61), Julia Hartwig (nr 115), Witold Lutosławski (nr 122), Sándor Márai (nr 96), W.G. Sebald (nr 118), Jerzy Stempowski (nr 85), Richard Wagner (nr 124), Aleksander Wat (nr 99);

- Portrety współpracowników pisma – Michał Bristiger (nr 77), Iosif Brodski (nr 39, 55, 57, 92), Józef Czapski (nr 44, 45, 105), Marek Edelman (nr 102, 103, 108), Julia Hartwig (nr 115), Zbigniew Herbert (nr 68), Paweł Hertz (nr 65, 135), Konstanty A. Jeleński (nr 21, 61, 108), Krzysztof Jung (nr 69), Jan Kott (nr 77), Jacek Kuroń (nr 88), Jan Lebenstein (nr 111), Claudio Magris (nr 107), Czesław Miłosz (nr 75).

## Książki wydane nakładem Zeszytów Literackich
Pod szyldem pisma ukazują się także publikacje książkowe.

### Wydane w Paryżu
- Stanisław Barańczak Widokówka z tego świata i inne rymy z lat 1986–1988 (1988)
- Iosif Brodski 82 wiersze i poematy (1988)
- Iosif Brodski Śpiew wahadła (1989)
- Wojciech Karpiński Herb wygnania (1989)
- James Merrill Wybór poezji (1990)
- Adam Michnik Polskie pytania (1987)
- Tomas Venclova Rozmowa w zimie (1989)
- Adam Zagajewski Solidarność i samotność (1986)
- Adam Zagajewski Płótno (1990)
- Adam Zagajewski Dwa miasta (1991)

### Wydane w Warszawie
Pisma Zbigniewa Herberta
- Zbigniew Herbert Labirynt nad morzem (2000)
- Zbigniew Herbert Martwa natura z wędzidłem (2003)
- Zbigniew Herbert Barbarzyńca w ogrodzie (2004)
- Zbigniew Herbert Mistrz z Delft (2008)
- Zbigniew Herbert Głosy Herberta (2008)
- Zbigniew Herbert/ Henryk Elzenberg Korespondencja (2002)
- Zbigniew Herbert / Stanisław Barańczak Korespondencja (2005)
- Zbigniew Herbert / Czesław Miłosz Korespondencja (2006)
- Zbigniew Herbert, Katarzyna Herbert / Julia Hartwig, Artur Międzyrzecki Korespondencja (2012)

Pisma Czesława Miłosza
- Czesław Miłosz Jasności promieniste (2005)
- Czesław Miłosz Historie ludzkie (2007)
- Czesław Miłosz I książki mają swój los (2007)
- Czesław Miłosz Rosja. Widzenia transoceaniczne, t. I i II (2010, 2011)
- Czesław Miłosz / Ola Watowa Listy o tym, co najważniejsze (2009)
- Czesław Miłosz / Konstanty A. Jeleński Korespondencja (2011)
- Czesław Miłosz / Jarosław Iwaszkiewicz Portret podwójny (2011)
- Czesław Miłosz / Tomas Venclova Powroty do Litwy (2011)

Seria Podróże
- Ewa Bieńkowska Spacery po Rzymie (2010)
- Matteo Collura(inne języki) Na Sycylii (2013)
- Patrick Leigh Fermor Mani. Wędrówki po Peloponezie (2013)
- Renata Gorczyńska Szkice portugalskie (2014)
- Zbigniew Herbert Barbarzyńca w podróży (2014)
- Wojciech Karpiński Pamięć Włoch (2008)
- Claudio Magris Podróż bez końca (2009)
- Sándor Márai W podróży (2011)
- Pawieł Muratow Obrazy Włoch: Rzym (2008)
- Pawieł Muratow Obrazy Włoch: Wenecja (2009)
- Pawieł Muratow Obrazy Włoch: Toskania i Umbria (2010)
- Pawieł Muratow Obrazy Włoch: Florencja (2012)
- Pawieł Muratow Obrazy Włoch: Mediolan i Werona (2011)
- Pawieł Muratow Obrazy Włoch: Sycylia i Apulia (2013)
- Tomasz Różycki Tomi. Notatki z miejsca postoju (2013)
- Jerzy Stempowski, Ziemia berneńska (2012)
- Adam Szczuciński Włoskie miniatury (2008)
- Joanna Ugniewska Podróżować, pisać (2011)
- Tomas Venclova Z dzienników podróży (2010)

Seria Poetycka
- Stanisław Barańczak Widokówka z tego świata (2015)
- Witold Dąbrowski Krajobraz z chmurą (2012)
- Natalia de Barbaro Ciemnia (2010)
- Julia Hartwig Błyski zebrane (2014)
- Jerzy Kronhold Epitafium dla Lucy (2012)
- Michael Krüger Pejzaż z drzewem (2013)
- Marcin Kurek Oleander (2010)
- Maciej Niemiec Stan nasycenia (2012)
- Anna Piwkowska Lustrzanka (2012)
- Michał Piętniewicz Na Oścież (2014)
- Marie Lundquist Pisane na kamieniach (2015)
- Szymon Żuchowski Ars amandi, vita brevis (2014)
- Szymon Żuchowski Podział odcinka (2016)

Pozostałe książki
- Giorgio Bassani Złote okulary (2014)
- Ewa Bieńkowska Pisarz i los. O twórczości Gustawa Herlinga-Grudzińskiego (2002)
- Marian Bizan Album brodnickie (2013)
- Iosif Brodski Dyptyk petersburski, czyli przewodnik po przemianowanym mieście (2003)
- Iosif Brodski 82 wiersze i poematy (2013)
- Iosif Brodski Śpiew wahadła (2014)
- Martin Buber Opowieści chasydów (współwydawca: W Drodze; 2005)
- Tomasz Cyz Arioso (2007)
- Tomasz Cyz Powroty Dionizosa (2008)
- Tomasz Cyz Pasja 20, 21. Powroty Chrystusa (2012)
- Józef Czapski Wyrwane strony (2010)
- Lenta Główczewska Nowy Jork. Kartki z metropolii 1983-2002 (2004)
- Joanna Guze Albert Camus: Los i lekcja (2004)
- Paweł Hertz Portret Słowackiego (2009)
- Jarosław Iwaszkiewicz / Andrzej Wajda Korespondencja (2013)
- Konstanty A. Jeleński Listy z Korsyki (2003)
- Wojciech Karpiński Portret Czapskiego (2007)
- Wojciech Karpiński Książki zbójeckie (2009)
- Wojciech Karpiński W Central Parku (2010)
- Wojciech Karpiński Fajka van Gogha (2011)
- Wojciech Karpiński Herb wygnania (2012)
- Wojciech Karpiński Twarze (2012)
- Wojciech Karpiński Amerykańskie cienie (2013)
- Wojciech Karpiński, Stefan Kisielewski, Adam Michnik, Barbara Toruńczyk, Jan Nowak Jeziorański. Głos wolnej Europy (2005)
- Leszek Kołakowski Mądrość prawdziwa (2012)
- Jan Kott Powiastki dla wnuczek (2002)
- Kurt I. Lewin Przeżyłem. Saga świętego Jura spisana w roku 1946 (2006)
- Witold Lutosławski Postscriptum (1999)
- Erazm Majewski Doktor Muchołapski (2013)
- Alina Margolis-Edelman Ala z „Elementarza” (2011)
- Adam Michnik Wyznania nawróconego dysydenta (2004)
- Adam Michnik Wściekłość i wstyd (2005)
- Adam Michnik W poszukiwaniu utraconego sensu (2007)
- Piotr Mitzner Gabinet cieni (2007)
- Anna Piwkowska Franciszka (2014)
- Roberto Salvadori Włoskie dzieciństwo (2001)
- Roberto Salvadori Mitologia nowoczesności (2004)
- Roberto Salvadori Pejzaże miasta (2006)
- Roberto Salvadori Sylwetki i portrety (2010)
- Jerzy Stempowski Listy (2000)
- Barbara Toruńczyk Rozmowy w Maisons-Laffitte, 1981 (2006)
- Barbara Toruńczyk Żywe cienie (2012)
- Barbara Toruńczyk Z opowieści wschodnioeuropejskich (2013)
- Barbara Toruńczyk Nitka Ariadny (2014)
- Tomas Venclova Rozmowa w zimie (2001)
- Tomas Venclova Niezniszczalny rytm. Eseje o literaturze (2002)
- Tomas Venclova Opisać Wilno (2006)
- Aleksander Wat Bezrobotny Lucyfer (2009)
- Adam Zagajewski Płótno (2002)
- Adam Zagajewski Solidarność i samotność (2002)
- Adam Zagajewski Poeta rozmawia z filozofem (2007)
- Adam Zagajewski Dwa miasta (2007)
- Adam Zagajewski Jechać do Lwowa (2009)
- Marek Zagańczyk Droga do Sieny (2005)
- Marek Zagańczyk Cyprysy i topole (2012)
- Księga przyjaciół. Dla Barbary Toruńczyk (2016), różni autorzy, red. Julia Juryś, Mikołaj Nowak-Rogoziński i Marek Zagańczyk